# Hesperochthonius
Genre
Hesperochthonius est un genre de pseudoscorpions de la famille des Chthoniidae.

## Distribution
Les espèces de ce genre sont endémiques des États-Unis. Elles se rencontrent en Californie et en Oregon.

## Liste des espèces
Selon Pseudoscorpions of the World (version 3.0) :
- Hesperochthonius californicus (Chamberlin, 1929)
- Hesperochthonius oregonicus (Muchmore, 1968)
- Hesperochthonius spingolus (Schuster, 1962)

## Systématique et taxinomie
Ce genre a été décrit en tant que sous-genre de Chthonius. Il a été élevé au rang de genre par Zaragoza en 2017.

## Publication originale
- Muchmore, 1968 : Two new species of chthoniid pseudoscorpions from the western United States (Arachnida: Chelonethida: Chthoniidae). Pan-Pacific Entomologist, vol. 44, p. 51-57 (texte intégral).